# حسین علی‌اف
حسین علی‌اف (ترکی آذربایجانی: Hüseyn Əlirza oğlu Əliyev; ۲۲ آوریل ۱۹۱۱ – ۲۵ مهٔ ۱۹۹۱) نقاش و «هنرمند مردمی» آذربایجان شوروی بود.

## اوایل زندگی
حسین علی‌اف ۲۲ آوریل سال ۱۹۱۱ در روستای «جومردلی» شهرستان «زنگازور» (فعلی: تاناهات، ارمنستان) استان «یلیزاوتپل» (هم‌اکنونی: شهر گنجه) در امپراتوری روسیه به دنیا آمد. او در سن ۱۲ سالگی اولین منظره‌نگاری خود را ترسیم کرد. حسین علی‌اف مدرکش را از «دانشکده فنی هنر» (۱۹۲۷ تا ۱۹۳۲) به دست آورد. حسین علی‌اف بین سال‌های ۱۹۲۲ تا ۱۹۳۱ با نشریه ملانصرالدین همکاری داشت، که چند تا نقاشی اش روی صحفات آن مجله به چاب رسید.
این نگارگر آذربایجانی بین سالهای ۱۹۳۲ تا ۱۹۳۵ به ادامه تحصیل در دانشگاه نقاشی، مجسمه‌سازی و معماری سن پترزبورگ پرداخت. وی از سال ۱۹۳۵ تا روز مرگش به عنوان نقاش ارشد و سپس رئیس بخش طراحی هنر در «روزنامه مردم» ("کمونیست") مشغول به کار شد.
حسین علی‌اف در جنگ جهانی دوم حضور یافت و بابت مشارکت متمایزی که در طول جنگ از خود نشان داد، نشانهایی از قبیل «برای دفاع از قفقاز»، «برای خدمت افتخارآمیز در جبهه عقب در طی ۱۹۴۱–۴۵»، «سیمین سالگرد پیروزی در جنگ جهانی دوم ۱۹۴۱–۱۹۴۵» و «دوستی مردمان» دریافت کرد.

## نقاشی
از این هنرمند در پاس فعالیت‌های هنری برجسته‌اش ۳ مرتبه با اهدای مدارک افتخاری آذربایجان شوروی و شورای عالی (مجلس ملی) اکراین شوروی تقدیر به عمل آمد. به حسین علی‌اف که سال ۱۹۴۰ به عضویت اتحادیه نقاشان آذربایجان شوروی درآمد، به ترتیب در سالهای ۱۹۷۷ و ۱۹۸۲ عنوان «خادم هنر افتخاری» و «هنرمند مردمی» اعطاء شد.
حسین علی‌اف در طول فعالیت‌های هنری خود نه‌تنها منظره‌نگاری، بلکه پرترههای افراد نام‌آور آذربایجانی همچون میرزا فتحعلی آخوندزاده، حسین جاوید و و نظامی گنجوی را نیز به تصویر کشید. از مجموع شاهکارهای منظره‌نگاری‌های وی می‌توان «قصر اورود»، «دورنمای زنگازور»، «کوه‌های زنگازور»، «آبشار شکی»، «چشم‌انداز جومردلی»، «زمستان در جنگل»، «پاییز»، «غروب خورشید» و غیره را برشمرد. او در طول ۲ سال، ۲۵ نمونه نقاشی آبرنگ کوه کپز را به وجود آورد. در سال‌های اخیر از آلبوم «مناظر گوی‌گول» حسین علی اف رونمایی شد، که از ۱۷ تا نقاشی چشم‌انداز برخوردار است.
در سال ۲۰۰۴، آثار حسین علی‌اف در شهر ابوظبی در معرض نمایش گذاشته شد. در سال ۲۰۰۱ نیز نمایشگاهی به مناسبت ۱۰۰- امین سالروز این نقاش، در شهر سن پترزبورگ برگزار شد.
حسین علی‌اف ۲۶ ماه مه سال ۱۹۹۱ زندگی را بدرود گفت.

## خانواده
حسین علی‌اف، برادر حسن علی‌اف، حیدر علی‌اف (رئیس‌جمهوری مرحوم آذربایجان)، عاقل علی‌اف و جلال علی‌اف بود.

## جوایز
- خادم هنر افتخاری آذربایجان شوروی— ۵ دسامبر سال ۱۹۷۷[۸]
- نقاش مردمی آذربایجان شوروی— ۱ دسامبر سال ۱۹۸۲